# Phaeobotrys acutisporum
Phaeobotrys acutisporum är en svampart som först beskrevs av Matsush., och fick sitt nu gällande namn av M. Calduch, Gené & Guarro 2002. Phaeobotrys acutisporum ingår i släktet Phaeobotrys, divisionen sporsäcksvampar och riket svampar.   Inga underarter finns listade i Catalogue of Life.